# Список эпизодов телесериала «Пуаро Агаты Кристи»

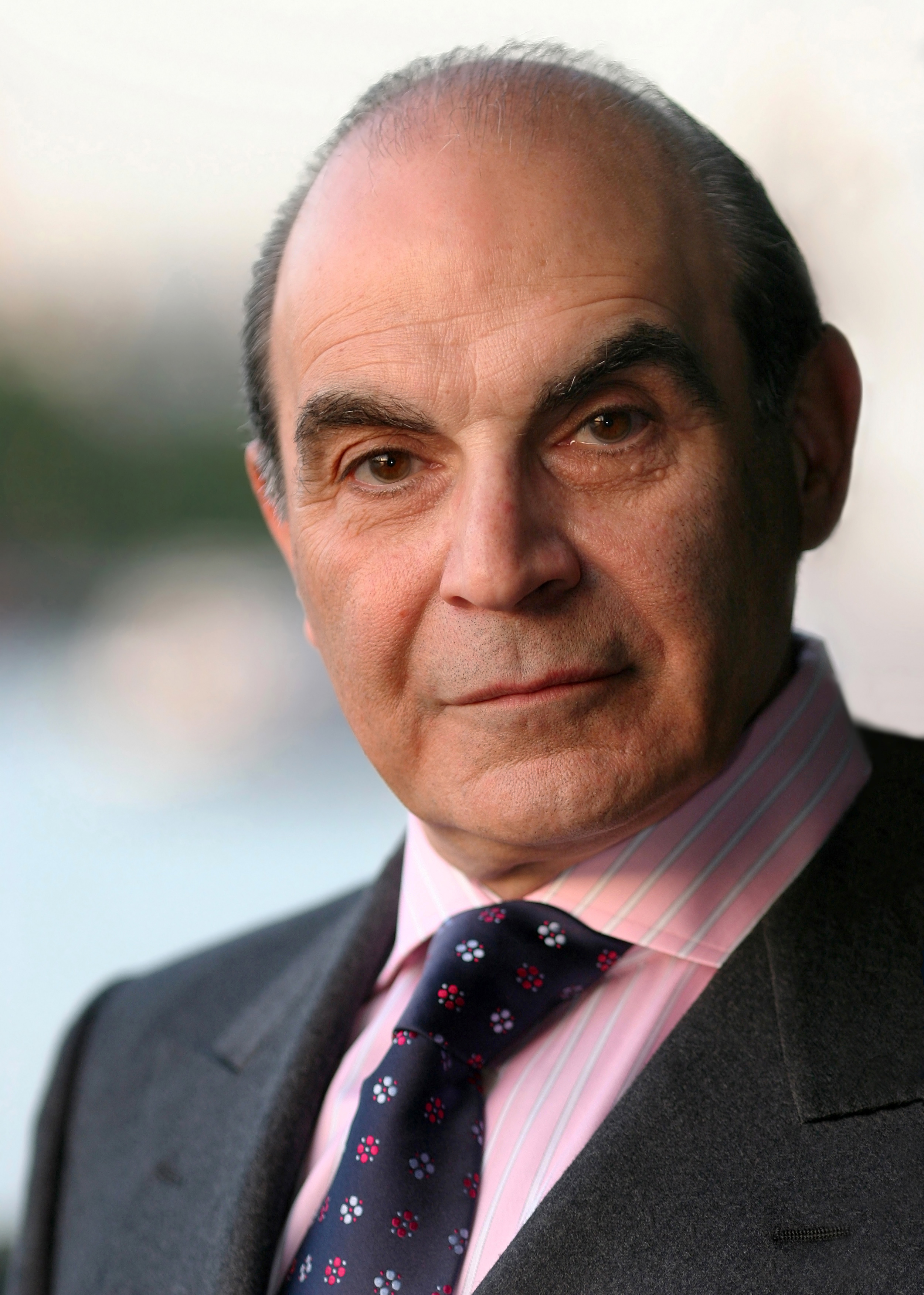
Дэвид Суше — исполнитель роли Эркюля Пуаро (фото сделано в сентябре 2006 года)

Детективный телесериал «Пуаро Агаты Кристи» (англ. «Agatha Christie’s Poirot»), снятый на основе детективных повестей и романов Агаты Кристи о бельгийце Эркюле Пуаро, стал одним из самых известных тв-шоу Великобритании. Его премьера состоялась 8 января 1989 года на канале ITV. Идею экранизировать романы о сыщике подала продюсеру Брайну Истману дочь Агаты Кристи Розалинда Хикс. На данный момент телесериал закончен, вышло 13 сезонов, 70 эпизодов. Телесериал неоднократно номинировался на престижные премии в области телевидения и много раз выигрывал их.
Предполагалось, что 10-й сезон станет последним, но многочисленные просьбы поклонников убедили режиссёров сериала и исполнителя главной роли Дэвида Суше продолжить съёмки. Было объявлено, что будет снят 11-й сезон, который станет последним. Несмотря на это, после окончания 11 сезона съёмки были продолжены, и был выпущен 12 сезон. 13 марта 2011 года стало известно, что проект закрывается ввиду проблем с финансированием. В ноябре 2011 года было объявлено, что съёмки продолжатся, и будут экранизированы 5 последних книг Агаты Кристи, оставшихся неохваченными (включая «Подвиги Геракла» из 12 рассказов). Мировая премьера последней серии состоялась 13 ноября 2013 года.
В России телесериал демонстрировался телеканалами РТР, ТВ Центр. За 13 сезонов Пуаро расследовал убийства (реже кражи, ограбления и киднеппинг) в старинных поместьях и курортных отелях, в самолёте, на пароходе, поезде, в Англии, Франции, Бельгии, Египте, Ираке, Сирии, Греции, Аргентине, Югославии, Швейцарии. Одновременно с этим развивалась личная жизнь главных персонажей телесериала. В России последняя серия была показана 8 января 2014 года.
Ниже представлен список серий телесериала. Список представлен в хронологическом порядке по дате выходов серий.

## Описание сезонов
ITV Studios Home Entertainment выпустила 30 марта 2009 года 11 сезонов сериала на DVD в Регионе 2. Была выпущена коллекция из 28 дисков, на которых был 61 эпизод.
| Сезон | Сезон      | Количество эпизодов | Премьера первого эпизода | Премьера последнего эпизода | Дата выхода DVD | Дата выхода DVD | Дата выхода DVD | Дата выхода DVD |
| Сезон | Сезон      | Количество эпизодов | Премьера первого эпизода | Премьера последнего эпизода | Регион 1        | Регион 2        | Регион 4        |                 |
| ----- | ---------- | ------------------- | ------------------------ | --------------------------- | --------------- | --------------- | --------------- | --------------- |
|       | 1          | 10                  | 8 января 1989            | 12 марта 1989               | н/д             | 30 марта 2009   | н/д             |                 |
|       | 2          | 9                   | 7 января 1990            | 4 марта 1990                | н/д             | 30 марта 2009   | 6 февраля 2008  |                 |
|       | Спецвыпуск | 1                   | 16 сентября 1990         | 16 сентября 1990            | н/д             | 30 марта 2009   | н/д             |                 |
|       | 3          | 10                  | 6 января 1991            | 10 марта 1991               | н/д             | 30 марта 2009   | 2 апреля 2008   |                 |
|       | 4          | 3                   | 5 января 1992            | 19 января 1992              | н/д             | 30 марта 2009   | н/д             |                 |
|       | 5          | 8                   | 17 января 1993           | 7 марта 1993                | н/д             | 30 марта 2009   | н/д             |                 |
|       | 6          | 4                   | 1 января 1995            | 16 марта 1996               | н/д             | 30 марта 2009   | н/д             |                 |
|       | 7          | 2                   | 2 января 2000            | 19 февраля 2000             | н/д             | 30 марта 2009   | 5 марта 2009    |                 |
|       | 8          | 2                   | 20 апреля 2001           | 8 июля 2001                 | н/д             | 30 марта 2009   | 5 марта 2009    |                 |
|       | 9          | 4                   | 14 декабря 2003          | 26 апреля 2004              | н/д             | 30 марта 2009   | н/д             |                 |
|       | 10         | 4                   | 1 января 2005            | 2 апреля 2006               | н/д             | 30 марта 2009   | н/д             |                 |
|       | 11         | 4                   | 1 сентября 2008          | 22 сентября 2008            | н/д             | 30 марта 2009   | н/д             |                 |
|       | 12         | 4                   | 30 декабря 2009          | 25 декабря 2010             | н/д             | н/д             | н/д             |                 |
|       | 13         | 5                   | 9 июня 2013              | 13 ноября 2013              | н/д             | н/д             | н/д             |                 |

### Первый сезон (1989)
| Номер | Название                                                                    | Режиссёр      | Сценарий       | Приглашённые актёры | Дата премьеры   |
| --- | --------------------------------------------------------------------------- | ------------- | -------------- | ------------------- | --------------- |
| 1 (1x01) | «Приключения кухарки из Клепхема» (англ. The Adventure of the Clapham Cook) | Эдвард Беннет | Клайв Экстон   | Дермот Краули       | 8 января 1989   |
| К Эркюлю Пуаро и его помощнику Артуру Гастингсу обращается миссис Тодд, которая просит сыщика найти её пропавшую без вести кухарку, Элизу Данн. Пуаро неохотно берётся за это дело, считая его пустяковым, но расследование приводит бельгийца к совершенно неожиданным результатам. Как выясняется, кухарка связана с жестоким убийством молодого мужчины и недавним крупным хищением из банка.                                                                      |                                                                             |               |                |                     |                 |
| |                                                                             |               |                |                     |                 |
| 2 (2x01) | «Убийство в Мьюзе» (англ. Murder in the Mews)                               | Эдвард Беннет | Клайв Экстон   | Джеймс Фолкнер      | 15 января 1989  |
| Пуаро узнаёт, что молодая женщина по необъяснимым причинам совершила самоубийство. Он выясняет, что револьвер был найден в левой руке покойной, тогда как она была правшой. Старший инспектор Джеймс Джепп уверен, что женщину убил её бывший возлюбленный и арестовывает его. Пуаро осознаёт, что в скором времени может произойти изощрённое и жестокое убийство, и его надо предотвратить.                                                                         |                                                                             |               |                |                     |                 |
| |                                                                             |               |                |                     |                 |
| 3 (3x01) | «Приключения Джонни Вэйверли» (англ. The Adventure of Johnnie Waverly)      | Ренни Рай     | Клайв Экстон   |                     | 22 января 1989  |
| К Пуаро обратился мистер Маркус Вэйверли. Он получил письмо, в котором неизвестный требует заплатить ему 50 тысяч фунтов. Автор письма угрожает похитить его маленького сына Джона, если Вэйверли не заплатит. Несмотря на то, что Пуаро и Джепп со своими полисменами охраняют мальчика, его всё равно похищают. Бельгиец понимает, что у преступления совершенно иные мотивы, и, возможно, имеет место инсценировка.                                                |                                                                             |               |                |                     |                 |
| |                                                                             |               |                |                     |                 |
| 4 (4x01) | «Двадцать четыре чёрных дрозда» (англ. Four and Twenty Blackbirds)          | Ренни Рай     | Рассел Мюррей  | Джон Сешнс          | 29 января 1989  |
| Во время ужина в одном из лондонских ресторанов Пуаро встречает знаменитого художника Генри Гаскони. На следующее утро детектив читает в газете заметку, в которой сообщается о том, что художник накануне скончался. Пуаро узнаёт о результатах вскрытия, которое показало, что в желудке Гаскони было очень мало пищи, несмотря на то, что он был в ресторане. Пуаро приходит к выводу, что Гаскони был убит, и начинает своё расследование.                        |                                                                             |               |                |                     |                 |
| |                                                                             |               |                |                     |                 |
| 5 (5x01) | «Квартира на четвёртом этаже» (англ. The Third Floor Flat)                  | Эдвард Беннет | Майкл Бейкер   |                     | 29 января 1989  |
| Пуаро в депрессии из-за отсутствия у него дел для расследования. Однако недолго — из револьвера застрелена молодая женщина Эрнестин Грант, новая соседка Пуаро, которая только этим утром въехала в новую квартиру. В ходе расследования Пуаро находит загадочное письмо от некоего «Фрезера». Пуаро раскрывает это преступление всего за несколько часов. |                                                                             |               |                |                     |                 |
| |                                                                             |               |                |                     |                 |
| 6 (6x01) | «Родосский треугольник» (англ. Triangle at Rhodes)                          | Ренни Рай     | Стивен Вэйклам |                     | 5 февраля 1989  |
| Пуаро решает провести отпуск на острове Родос в отеле. Практически одновременно с ним туда же приезжает первая красавица Европы, знаменитая Валентина Чантри, и её пятый муж. С первых же дней Валентина начинает флиртовать с привлекательным мужчиной Дугласом под носом его жены и собственного мужа. Вечером миссис Чантри выпивает из рюмки, предназначавшейся её мужу, и падает замертво. Кто же добавил яд в рюмку?                                            |                                                                             |               |                |                     |                 |
| |                                                                             |               |                |                     |                 |
| 7 (7x01) | «Происшествие в море» (англ. The Problem At Sea)                            | Ренни Рай     | Клайв Экстон   | Шейла Аллен         | 12 февраля 1989 |
| На корабле, на котором Пуаро возвращается с отдыха, собрались люди разных сословий. Среди них — злая, язвительная Аделин Клэппертон. Вызывающая у всех раздражение женщина в скором времени будет заколота кинжалом. У египетской полиции есть подозреваемый в этом убийстве — местный торговец драгоценностями, который обокрал миссис Клэппертон. Лишь Пуаро понимает, что имел место иллюзорный обман, с помощью которого убийца хотел отвести от себя подозрение. |                                                                             |               |                |                     |                 |
| |                                                                             |               |                |                     |                 |
| 8 (8x01) | «Странная кража» (англ. The Incredible Theft)                               | Эдвард Беннет | Дэвид Рейд     | Филлида Ло          | 19 февраля 1989 |
| Знатная леди миссис Маргарет Мэйфилд просит Пуаро помочь её мужу. Она рассказывает знаменитому детективу, что её муж занимается проектами, от которых зависит будущее всей страны. Однако недавнее неприятное происшествие с ним на работе может толкнуть его на необдуманные поступки. Пуаро берётся за это дело, но кражу важного государственного документа предотвратить не удаётся.                                                                              |                                                                             |               |                |                     |                 |
| |                                                                             |               |                |                     |                 |
| 9 (9x01) | «Король Треф» (англ. The King Of Clubs)                                     | Ренни Рай     | Майкл Бейкер   | Шон Пертви          | 26 февраля 1989 |
| Пуаро и Гастингс приглашены посмотреть, как проходят съёмки фильма с молодой и известной актрисой Валери Сент-Клэр. Там они встречают кинорежиссёра Генри Ритберна, известного своим гадким характером. В скором времени бельгийцу придётся расследовать убийство кинорежиссёра, а Валери Сент-Клэр оказывается главной подозреваемой в этом преступлении. |                                                                             |               |                |                     |                 |
| |                                                                             |               |                |                     |                 |
| 10 (10x01) | «Сон» (англ. The Dream)                                                     | Эдвард Беннет | Клайв Экстон   | Джоэли Ричардсон    | 12 марта 1989   |
| Эркюль Пуаро получает письмо от владельца фабрики по производству мясных пирогов Бенедикта Фарли. Фарли рассказывает детективу, что каждую ночь он видит во сне, как сам себе стреляет в висок. В скором времени его действительно находят с пулей в виске. Все считают, что Фарли совершил самоубийство, но Пуаро знает, что имел место хитрый заговор, скрывающий убийство.                                                                                         |                                                                             |               |                |                     |                 |
| |                                                                             |               |                |                     |                 |

### Второй сезон (1990)
| Номер | Название                                                                     | Режиссёр      | Сценарий      | Приглашённые актёры | Дата премьеры   |
| --- | ---------------------------------------------------------------------------- | ------------- | ------------- | ------------------- | --------------- |
| 11 (1x02) | «Опасность дома на окраине» (англ. Peril at End House)                       | Ренни Рай     | Клайв Экстон  | Полли Уокер         | 7 января 1990   |
| Во время отдыха на английском побережье Эркюль Пуаро и капитан Гастингс встречают молодую богатую леди Магдалу «Ник» Бакли, на которую за последние несколько дней было совершено несколько покушений. Пуаро обеспокоен судьбой девушки, но Ник не придаёт этому большого значения. Однако вскоре происходит убийство кузины Ник — Мегги Бакли. |                                                                              |               |               |                     |                 |
| |                                                                              |               |               |                     |                 |
| 12 (2x02) | «Дама в вуали» (англ. The Veiled Lady)                                       | Эдвард Беннет | Клайв Экстон  |                     | 14 января 1990  |
| К Пуаро обращается знатная леди Миллисент. Она рассказывает сыщику, что много лет назад написала чувственное письмо человеку в которого когда-то была влюблена. Сейчас компрометирующее письмо находится в руках опасного шантажиста, который требует за него огромный выкуп. Пуаро решает выкрасть письмо и для этого идёт на беспрецедентный риск. Кроме того, Пуаро выясняет, что сама леди Миллисент как-то связана с похищением драгоценных камней и убийством англичанина в Голландии. |                                                                              |               |               |                     |                 |
| |                                                                              |               |               |                     |                 |
| 13 (3x02) | «Затерянная шахта» (англ. The Lost Mine)                                     | Эдвард Беннет | Майкл Бейкер  |                     | 21 января 1990  |
| Зажиточный китаец, который приехал в Лондон, чтобы продать карту шахты, становится жертвой убийцы. Полиция выясняет, что этот человек занимался бизнесом. После предварительного расследования подозрение Джеппа падает на мужчину, у которого находят паспорт убитого. Казалось бы, убийца пойман, но у Пуаро совершенного другая версия происшедшего. |                                                                              |               |               |                     |                 |
| |                                                                              |               |               |                     |                 |
| 14 (4x02) | «Корнуольская тайна» (англ. The Cornish Mystery)                             | Эдвард Беннет | Клайв Экстон  |                     | 28 января 1990  |
| К Пуаро обращается пожилая миссис Пенгили, которая опасается, что её муж хочет её убить. Когда детектив приезжает к ней, он узнаёт, что её кто-то отравил. Разгневанный Пуаро жаждет наказать преступника. Всё указывает на мужа покойной, тем более он не скрывает того, что уже нашёл себе новую любовницу. Однако Пуаро оправдывает невиновного, разоблачает реального убийцу и при этом умудряется очень насолить инспектору Джеппу. |                                                                              |               |               |                     |                 |
| |                                                                              |               |               |                     |                 |
| 15 (5x02) | «Исчезновение мистера Давенхайма» (англ. The Disappearance of Mr. Davenheim) | Эндрю Грайв   | Дэвид Ренвик  | Кеннет Колли        | 4 февраля 1990  |
| Богатый джентльмен Мэтью Давенхайм ушёл из дома на почту и не вернулся. Старший инспектор Джепп затевает спор с Пуаро, что тот не сможет раскрыть это дело в течение семи дней, не выходя при этом из своей квартиры. Полиция всюду разыскивает пропавшего без вести мужчину, подозревая даже убийство. В скором времени из дома мистера Давенхайма пропадают драгоценности. |                                                                              |               |               |                     |                 |
| |                                                                              |               |               |                     |                 |
| 16 (6x02) | «Двойной грех» (англ. Double Sin)                                            | Ричард Спенс  | Клайв Экстон  |                     | 11 февраля 1990 |
| Пуаро разочаровывается во всём и решает завершить свою карьеру сыщика. Чтобы отдохнуть от всего, он отправляется с Гастингсом к морю. В дороге Пуаро знакомится с молодой леди мисс Дарент, везущей старинные антикварные миниатюры с изображениями маршалов Наполеона для продажи американскому коллекционеру, но вскоре миниатюры похищают из её чемодана. Пуаро не хочет заниматься этим делом, и тогда Гастингс начинает собственное расследование. |                                                                              |               |               |                     |                 |
| |                                                                              |               |               |                     |                 |
| 17 (7x02) | «Приключения с дешёвой квартирой» (англ. The Adventure of the Cheap Flat)    | Ричард Спенс  | Рассел Мюррей | Саманта Бонд        | 18 февраля 1990 |
| Эркюль Пуаро заинтригован рассказом молодых супругов Робинсонов, которые радуются тому, что очень дёшево сняли комфортабельную квартиру в престижном районе Лондона. Объявление о сдаче квартиры было напечатано давно, и сыщик подозревает недоброе. Тем временем старший инспектор Джепп вынужден работать с американским агентом ФБР, которого прислали в Скотланд-Ярд для поиска женщины, укравшей секретные чертежи новой модели американской подлодки и планирующей продать указанные документы итальянским фашистам. |                                                                              |               |               |                     |                 |
| |                                                                              |               |               |                     |                 |
| 18 (8x02) | «Похищение премьер-министра» (англ. The Kidnapped Prime Minister)            | Эндрю Грайв   | Клайв Экстон  | Лиза Харроу         | 25 февраля 1990 |
| На Премьер-министра Великобритании Дэвида Макадама совершают неудачное покушение. После покушения, Макадам отправляется в Париж поездом, чтобы посетить международную конференцию по разоружению, но в пути политика похищают. Это происшествие может спровоцировать международный конфликт. Старший инспектор Джепп рекомендует высокопоставленным государственным сановникам привлечь к расследованию Эркюля Пуаро. У сыщика есть 32 часа с четвертью, чтобы найти премьера. |                                                                              |               |               |                     |                 |
| |                                                                              |               |               |                     |                 |
| 19 (9x02) | «Приключение „Звезды Запада“» (англ. The Adventure of the Western Star)      | Ричард Спенс  | Клайв Экстон  | Кэролайн Гудолл     | 4 марта 1990    |
| Эркюль Пуаро приглашён на встречу со знаменитой бельгийской киноактрисой Мари Марвель. Она получила анонимные письма относительно принадлежавшего ей ценного алмаза «Звезда Запада», который был приобретён мужем Мари несколько лет назад за символическую цену. В письмах указывается на то, что алмаз должен быть возвращён своим законным владельцам, или его заберут силой. На следующий день детектива посещает леди Ярдли, которая получила аналогичные письма, касающиеся её собственного алмаза «Звезда Востока». Пуаро и капитан Гастингс наносят визит к лорду и леди Ярдли, во время которого «Звезду Востока» дерзко похищают, причем все улики указывают на то, что кражу совершил китаец. Вскоре происходит похищение и «Звезды Запада». Разумеется, Пуаро не устраивает такое развитие событий, и он предпринимает собственное расследование. |                                                                              |               |               |                     |                 |
| |                                                                              |               |               |                     |                 |

### Спецвыпуск в честь столетия со дня рождения Агаты Кристи (16 сентября 1990)
| Номер | Название                                                                      | Режиссёр     | Сценарий     | Приглашённые актёры | Дата премьеры    |
| --- | ----------------------------------------------------------------------------- | ------------ | ------------ | ------------------- | ---------------- |
| 20 (20) | «Таинственное происшествие в Стайлзе» (англ. The Mysterious Affair at Styles) | Росс Девениш | Клайв Экстон | Энтони Калф         | 16 сентября 1990 |
| История из прошлого Пуаро и Гастингса. В Европе бушует Первая мировая война. Выйдя из госпиталя после серьёзного ранения, капитан Гастингс по приглашению друзей принимает решение отдохнуть в имении Стайлз, в котором он много раз бывал в детстве. Однако вскоре события принимают неожиданный оборот — происходит убийство хозяйки поместья. Об этом узнаёт Эркюль Пуаро, который вместе с другими беженцами из Бельгии обосновался в этих же местах и находился в соседнем имении. С расследования этого убийства началось многолетнее сотрудничество капитана Артура Гастингса и детектива Эркюля Пуаро. |                                                                               |              |              |                     |                  |
| |                                                                               |              |              |                     |                  |

### Третий сезон (1991)
| Номер | Название                                                                     | Режиссёр        | Сценарий        | Приглашённые актёры            | Дата премьеры   |
| --- | ---------------------------------------------------------------------------- | --------------- | --------------- | ------------------------------ | --------------- |
| 21 (1x03) | «Что растёт в твоём саду?» (англ. How Does Your Garden Grow?)                | Брайан Фарнем   | Эндрю Маршалл   |                                | 6 января 1991   |
| Эркюль Пуаро и мисс Лемон направились в графство Суррей, чтобы посетить мисс Амелию Берроуби, но приехав, узнают, что она умерла прошлой ночью. Пуаро встретил мисс Берроуби накануне днём на выставке цветов, и та дала ему пакет из-под семян, оказавшийся пустым, что озадачило детектива. При возвращении домой он получает письмо, в котором старая леди просит о помощи. Сыщик подозревает — смерть мисс Амелии не была случайной, и патологоанатом подтверждает, что женщина была отравлена стрихнином. |                                                                              |                 |                 |                                |                 |
| |                                                                              |                 |                 |                                |                 |
| 22 (2x03) | «Ограбление в миллион долларов» (англ. The Million Dollar Bond Robbery)      | Эндрю Грайв     | Энтони Горовиц  | Оливер Паркер                  | 13 января 1991  |
| Лондонский и Шотландский банк инвестирует в Соединённые Штаты Америки один миллион долларов в ценных бумагах с целью предоставления кредитов. Но когда на мистера Шоу, банкира, который должен был перевозить указанные облигации на суперлайнере «Queen Mary», сначала покушаются, сбивая автомобилем, а затем его отравляют стрихнином, банк поручает перевозку ценных бумаг Филиппу Риджвею, а также нанимает Пуаро и капитана Гастингса для охраны ценностей. Однако в пути выясняется, что неизвестный украл облигации. |                                                                              |                 |                 |                                |                 |
| |                                                                              |                 |                 |                                |                 |
| 23 (3x03) | «Экспресс на Плимут» (англ. The Plymouth Express)                            | Эндрю Пиддигтон | Рон Бихом       | Стивен Маккинтош               | 20 января 1991  |
| Эркюль Пуаро расследует убийство молодой богатой наследницы Флоренс Каррингтон, путешествовавшей в плимутском экспрессе. Её отец, миллионер Гордон Халлидей, готов потратить всё своё состояние на поимку убийцы дочери. Флоренс за день до смерти повздорила со своим бывшим мужем Рупертом, отказавшись выдать тому деньги, которые он требовал, а также была замечена в компании своего поклонника графа де Рошфора, которого её отец знал как мошенника. Флоренс убита, а драгоценности, бывшие при ней, были украдены, и детектив понимает, что, найдя драгоценности, он найдет и убийцу. |                                                                              |                 |                 |                                |                 |
| |                                                                              |                 |                 |                                |                 |
| 24 (4x03) | «Осиное гнездо» (англ. Wasps' Nest)                                          | Брайан Фарнем   | Дэвид Рэнвик    | Питер Капальди                 | 27 января 1991  |
| На деревенском празднике Эркюль Пуаро встречает своего старинного друга Джона Харрисона и его невесту — модель Молли Дин. Харрисон приглашает Пуаро и Гастингса позавтракать на следующей неделе. В это же время старший инспектор Джепп ложится в больницу с приступом аппендицита. Опытный детектив начинает подозревать, что у Молли Дин роман со скульптором Клодом Ленгтоном, а Хариссон догадывается об этом. Пуаро озадачен множеством ничем не связанных фактов и понимает, что ему предстоит предотвратить готовящееся убийство. |                                                                              |                 |                 |                                |                 |
| |                                                                              |                 |                 |                                |                 |
| 25 (5x03) | «Трагедия в поместье Марсдон» (англ. The Tragedy at Marsdon Manor)           | Ренни Рай       | Дэвид Рэнвик    |                                | 3 февраля 1991  |
| Владелец небольшого отеля в деревне Марсдон, сочиняя детективные романы, приглашает Эркюля Пуаро помочь ему в определении преступника очередной книги, и сыщик приезжает, думая, что в деревне на самом деле произошло убийство. На следующий день в расположенном рядом поместье действительно жестоко убивают мистера Малтреверса. Согласно слухам, поместье Марсдон наводнено призраками, и жена Малтреверса убеждена в том, что её муж, страдающий язвой желудка, умер от испуга, увидев привидение. Пуаро придумывает хитроумную уловку для убийцы. |                                                                              |                 |                 |                                |                 |
| |                                                                              |                 |                 |                                |                 |
| 26 (6x03) | «Ключ к разгадке» (англ. The Double Clue)                                    | Эндрю Пиддигтон | Энтони Горовиц  |                                | 10 февраля 1991 |
| Старший инспектор Джепп, встревоженный тем, что его скоро уволят из полиции, обращается к Эркюлю Пуаро за помощью, так как произошла серия дерзких ограблений среди представителей высшего света, а он не может найти вора. Вскоре происходит ограбление, и Пуаро приезжает в дом Маркуса Хардмана — коллекционера драгоценностей, у которого было украдено изумрудное ожерелье. Здесь бельгийский детектив встречает русскую графиню Веру Русакову и, влюбившись в неё, проводит с ней всё своё время. Джепп не находит себе места — время идёт, а прогресса в расследовании нет. Так как Пуаро занят графиней, капитан Гастингс и мисс Лемон предпринимают собственное расследование. Пуаро, тем не менее, хорошо знает, кто преступник. |                                                                              |                 |                 |                                |                 |
| |                                                                              |                 |                 |                                |                 |
| 27 (7x03) | «Тайна испанского сундука» (англ. The Mystery of the Spanish Chest)          | Кен Грив        | Энтони Горовиц  | Джон МакИнери и Джон Ноубл     | 17 февраля 1991 |
| Леди Чеппертон просит знаменитого Эркюля Пуаро помочь ей, так как она боится за свою подругу Маргарет Клейтон и убеждена, что муж Маргарет, ревнующий жену к каждому встречному, убьёт её. Пуаро приглашают на неофициальный приём к майору Ричу для того, чтобы он присмотрелся к ревнивому мужу, однако последний туда не приходит. На следующий день тело Эдварда Клейтона будет обнаружено в испанском сундуке, расположенном в той же комнате, где накануне происходил банкет. По подозрению в убийстве арестовывают майора Рича, который давно был влюблён в Маргарет. |                                                                              |                 |                 |                                |                 |
| |                                                                              |                 |                 |                                |                 |
| 28 (8x03) | «Похищение королевского рубина» (англ. The Theft of the Royal Ruby)          | Эндрю Грайв     | Клайв Экстон    |                                | 24 февраля 1991 |
| Принц Египта Фарук по глупости позволяет молодой незнакомке надеть невероятно ценный королевский рубин, и она немедленно его похищает. От министерства иностранных дел Великобритании Эркюль Пуаро получает задание — найти королевский рубин и похитителя. Так как капитан Гастингс уехал на празднование Рождества в Шотландию, Пуаро проводит праздники в доме полковника Лэйси, известного египтолога, одного из немногих людей, знающих всё о бесценном рубине. |                                                                              |                 |                 |                                |                 |
| |                                                                              |                 |                 |                                |                 |
| 29 (9x03) | «Убийство на балу в честь Дня Победы» (англ. The Affair at the Victory Ball) | Ренни Рай       | Эндрю Маршалл   | Натаниель Паркер и Хейдн Гуинн | 3 марта 1991    |
| Эркюль Пуаро и капитан Гастингс посещают бал-маскарад в честь Дня Победы. Когда двух участников бала, одетых в костюмы персонажей итальянской классической комедии, впоследствии обнаруживают мёртвыми, Пуаро начинает собственное расследование. В кармане одной из жертв полиция обнаружила кокаин. Главным в решении этой загадки являются точное определение времени смерти жертв и установление личности убийцы виконта Кроншоу и актрисы Коко Кортни. Пуаро в прямом эфире на радиопередаче BBC выводит убийцу на чистую воду. |                                                                              |                 |                 |                                |                 |
| |                                                                              |                 |                 |                                |                 |
| 30 (10x03) | «Тайна охотничьего дома» (англ. The Mystery of Hunter’s Lodge)               | Ренни Рай       | Тревор Р. Боуэн |                                | 10 марта 1991   |
| По приглашению Харингтона Пэйса, Эркюль Пуаро сопровождает своего друга, капитана Гастингса, на охоту, но здесь он простужается и заболевает гриппом. Вскоре происходит убийство Пэйса — труп находят в его же охотничьем доме. Используя своего непризнанного брата в качестве егеря, Пэйс отказывался выдать тому небольшой заём, позволявший жениться. Его два племянника также не любили дядю, так как он издевался над ними, как только желал. Разгадка этого убийства для Пуаро — в опознании загадочной экономки миссис Миддлтон, которую Харингтон Пэйс нанял за месяц до роковых событий, и определении её истинной роли в этом деле.                                                                                             |                                                                              |                 |                 |                                |                 |
| |                                                                              |                 |                 |                                |                 |

### Четвёртый сезон (1992)
| Номер | Название                                                   | Режиссёр       | Сценарий     | Приглашённые актёры            | Дата премьеры  |
| --- | ---------------------------------------------------------- | -------------- | ------------ | ------------------------------ | -------------- |
| 31 (1x04) | «Убийства по алфавиту» (англ. The ABC Murders)             | Эндрю Грайв    | Клайв Экстон | Николас Фаррелл и Джереми Хоук | 5 января 1992  |
| Пуаро получает письмо от неизвестного человека под псевдонимом «A.B.C». Этот человек обещает совершить преступление, которое не под силу раскрыть полиции. Вскоре действительно происходит несколько убийств, и на месте преступления всегда находят алфавитный железнодорожный справочник. Серийный убийца настолько самонадеян, что посылает письма Пуаро, где сообщает о следующем месте преступления. Пуаро догадывается, что убийцей является не безумец, страдающий психическим расстройством, а человек, убивающий своих жертв с вполне определённым мотивом. |                                                            |                |              |                                |                |
| |                                                            |                |              |                                |                |
| 32 (2x04) | «Смерть в облаках» (англ. Death in the Clouds)             | Стивен Уитакер | Уильям Гамбл |                                | 12 января 1992 |
| После небольшого отдыха в Париже Эркюль Пуаро возвращается в Лондон на самолёте. После того как одну из пассажирок, мадам Мари Жизель, убивают во время полёта отравленным южноамериканским дротиком, Пуаро сам попадает в число подозреваемых. Он вынужден признаться инспектору Джеппу, что плохо переносит полёты, а потому не заметил как произошло это убийство. Мари Жизель была ростовщицей и шантажисткой — и у многих пассажиров того злополучного рейса был мотив лишить её жизни.                                                                         |                                                            |                |              |                                |                |
| |                                                            |                |              |                                |                |
| 33 (3x04) | «Тайна оторванной пряжки» (англ. One, Two, Buckle My Shoe) | Росс Девениш   | Клайв Экстон | Кристофер Экклстон             | 19 января 1992 |
| Стоматолог Генри Морли был обнаружен мёртвым с огнестрельной раной в виске. И хотя эта смерть выглядит как явное самоубийство, Пуаро считает что стоматолог не застрелился сам, а был кем-то застрелен. Всё становится ещё запутаннее, когда в тот же день скоропостижно умирает мистер Амбериотис — один из пациентов Морли. Пуаро уверен, что к обеим смертям причастен один убийца. После того как происходит ещё одно убийство, Пуаро приходит к выводу, что у убийцы есть соучастник.                                                                           |                                                            |                |              |                                |                |
| |                                                            |                |              |                                |                |

### Пятый сезон (1993)
| Номер | Название                                                                                      | Режиссёр             | Сценарий         | Приглашённые актёры   | Дата премьеры   |
| --- | --------------------------------------------------------------------------------------------- | -------------------- | ---------------- | --------------------- | --------------- |
| 34 (1x05) | «Проклятие египетской гробницы» (англ. The Adventure of the Egyptian Tomb)                    | Питер Барбер-Флеминг | Клайв Экстон     | Роберт Уиздом         | 17 января 1993  |
| Эркюля Пуаро нанимают для того, чтобы он расследовал серию загадочных смертей, которые произошли в экспедиции, обнаружившей гробницу египетского фараона. Глава экспедиции, умирает вскоре после того, как он и группа археологов вскрывают гробницу. Второй участник умирает от заражения крови, другой от столбняка, а третий совершает самоубийство по возвращении в Нью-Йорк. Согласно слухам, в указанных смертях виновно проклятие, наложенное на египетскую гробницу. Пуаро и капитан Гастингс приезжают в Египет, чтобы понять, что происходит, и кто за этим стоит. |                                                                                               |                      |                  |                       |                 |
| |                                                                                               |                      |                  |                       |                 |
| 35 (2x05) | «Тихоня» (англ. The Underdog)                                                                 | Джон Брюс            | Билл Крэйг       |                       | 24 января 1993  |
| Пуаро расследует убийство своего знакомого, главы химической компании, сэра Рубена Эствелла. Раскрытие этого убийства является только первой частью задачи Пуаро. Он обнаруживает, что компания Рубена Эствелла разработала отличную комплексную резину, химическую формулу которой пытались выкрасть. Несмотря на неудачные попытки подвергнуть Пуаро сеансу гипноза, новый дар мисс Лемон помогает раскрыть это запутанное дело. |                                                                                               |                      |                  |                       |                 |
| |                                                                                               |                      |                  |                       |                 |
| 36 (3x05) | «Жёлтые ирисы» (англ. The Yellow Iris)                                                        | Питер Барбер-Флеминг | Энтони Горовиц   | Джеральдин Сомервилль | 31 января 1993  |
| Два года назад Пуаро поехал навестить капитана Гастингса, который в то время жил в Аргентине, и по пути остановился в Буэнос-Айресе. Здесь во время ужина в ресторане «Жёлтые ирисы», в присутствии Пуаро, молодая женщина Айрис Рассэл была отравлена. Полиция обнаружила в её сумочке цианистый калий и решила, что она совершила самоубийство. Когда Пуаро начал возражать против такого поспешного вердикта, его высылают из страны. Бартон Рассэл, во вторую годовщину смерти своей жены Айрис в Лондоне заказывает ужин в ресторане с тем же названием и приглашает всех присутствовавших на том злополучном ужине два года назад. На этот раз Пуаро не намерен упустить убийцу. |                                                                                               |                      |                  |                       |                 |
| |                                                                                               |                      |                  |                       |                 |
| 37 (4x05) | «Дело о пропавшем завещании» (англ. The Case of the Missing Will)                             | Джон Брюс            | Дуглас Ваткинсон |                       | 7 февраля 1993  |
| В 1926 году богатый, но бездетный Эндрю Марш пишет завещание, согласно которому его друзья и коллеги, кроме опекаемой им Виолетты Вилсон, получают небольшие денежные суммы и основная часть имущества переходит в Медицинский фонд Эленфорта. Проходят годы, и Виолетта становится красивой и независимой девушкой. Эндрю Марш признаётся своему старому другу Эркюлю Пуаро о том, что собирается написать новое завещание и оставить все своё состояние Виолетте. Многие ожидающие наследства родственники оказались бы не у дел. Он просит Пуаро стать его душеприказчиком. Однако Марш не успел составить новое завещание: той же ночью он был убит, а старое завещание исчезло. |                                                                                               |                      |                  |                       |                 |
| |                                                                                               |                      |                  |                       |                 |
| 38 (5x05) | «Приключения итальянского аристократа» (англ. The Adventure of the Italian Nobleman)          | Брайн Фарнем         | Клайв Экстон     |                       | 14 февраля 1993 |
| Эркюль Пуаро и его друг капитан Гастингс расследуют убийство графа Фоскатини и похищение ценных бумаг из его квартиры. Полиция считает, что граф являлся шантажистом. Итальянский посол указывает на отсутствие в посольстве информации об этом человеке. Пуаро сомневается в правдивости его слов и понимает, что другие подозреваемые ему также лгут. Дело осложняется тем, что мисс Лемон влюбляется в одного из участников дела. |                                                                                               |                      |                  |                       |                 |
| |                                                                                               |                      |                  |                       |                 |
| 39 (6x05) | «Коробка шоколадных конфет» (англ. The Chocolate Box)                                         | Кен Грайв            | Дуглас Ваткинсон | Анна Чанселлор        | 21 февраля 1993 |
| Сопровождая старшего инспектора Джеппа, получавшего награду от правительства Бельгии, в Брюссель, Эркюль Пуаро рассказывает ему случай 20-летней давности. Пуаро в то время был молодым полицейским и по просьбе Вирджинии Менар согласился расследовать смерть молодого перспективного политика Поля Дерула. Суд сделал официальный вывод о его смерти из-за инфаркта, но Вирджиния верит, что он был убит. Пуаро решил, что Дерула был отравлен шоколадными конфетами, присланными другом Пола графом де Сентоларом. В конце концов, Пуаро выясняет, кто убийца, но даже получив признание, не предаёт его имя огласке. |                                                                                               |                      |                  |                       |                 |
| |                                                                                               |                      |                  |                       |                 |
| 40 (7x05) | «Зеркало мертвеца» (англ. Dead Man’s Mirror)                                                  | Брайн Фарнем         | Энтони Горовиц   | Джереми Нортэм        | 28 февраля 1993 |
| На художественном аукционе Пуаро решает приобрести старинное зеркало. Однако его опережает антиквар Жервез Шевеникс, предложив более высокую цену. После аукциона Шевеникс предлагает сыщику зеркало в обмен на расследование одного дела. Шевеникс уверен, что его обманывает архитектор Джон Лэйк. Пуаро вместе с капитаном Гастингсом посещает дом Шевеникса и встречает его жену Ванду, чудачку, которая верит в перевоплощения и предсказывает смерть в доме, его приёмную дочь Рут и её кузена Хьюго, изготовителя стальной мебели, которые унаследуют деньги Шевеникса, если вступят в брак, а также мисс Лингард, секретаря, помогающую исследовать книгу, которую Жервез пишет. Однако Рут втайне уже вышла замуж за Джона Лэйка. Пока обитатели дома собираются к обеду, звучит гонг, чтобы вызвать их, и затем раздаётся выстрел. Предсказание Ванды осуществляется, и её муж убит. |                                                                                               |                      |                  |                       |                 |
| |                                                                                               |                      |                  |                       |                 |
| 41 (8x05) | «Кража драгоценностей в „Гранд Метрополитен“» (англ. Jewel Robbery at the Grand Metropolitan) | Кен Грайв            | Энтони Горовиц   | Гермиона Норрис       | 7 марта 1993    |
| По предписанию врача Эркюль Пуаро с капитаном Гастингсом поехал на морское побережье, где остановился в отеле «Гранд Метрополитен». Там же, по соседству, останавливается продюсер мистер Опальсен с женой — актрисой, играющей главную роль в местном театре. Ценное жемчужное ожерелье, которое мисс Опальсен надевает на каждое представление, украдено из её комнаты, и подозрение падает на служанку Селестину, которая находилась там во время кражи. |                                                                                               |                      |                  |                       |                 |
| |                                                                                               |                      |                  |                       |                 |

### Шестой сезон (1995—1996)
| Номер | Название                                                    | Режиссёр      | Сценарий         | Приглашённые актёры | Дата премьеры   |
| --- | ----------------------------------------------------------- | ------------- | ---------------- | ------------------- | --------------- |
| 42 (1x06) | «Рождество Эркюля Пуаро» (англ. Hercule Poirot’s Christmas) | Эдвард Беннет | Клайв Экстон     | Джон Хорсли         | 1 января 1995   |
| 1936 год. Богатый и влиятельный глава большого семейства Симеон Ли приглашает всех многочисленных отпрысков в свою усадьбу в Кенте на Рождество. При этом он нанимает Эркюля Пуаро, не давая тому подробного объяснения целей его присутствия при воссоединении семьи. Беспощадный старик, сделавший своё состояние на южноафриканских месторождениях алмазов, Симеон Ли с преднамеренной жестокостью относится к своему потомству и, очевидно, наслаждается разладом, царящим в семье. Несмотря на присутствие Пуаро, убийство всё-таки происходит — Симеона Ли находят зарезанным в запертой комнате. |                                                             |               |                  |                     |                 |
| |                                                             |               |                  |                     |                 |
| 43 (2x06) | «Считалка» (англ. Hickory Dickory Dock)                     | Эндрю Грайв   | Энтони Горовиц   | Дамиан Уоткин Льюис | 12 февраля 1995 |
| Происходит серия незначительных краж в студенческом общежитии, где работает сестра мисс Лемон, и Эркюль Пуаро собирается начать расследование. Но очень скоро Силия Остин, изучающая химию, сама признается сыщику, что является клептоманкой и виновна в большинстве краж, но при этом отрицает свою причастность к воровству нескольких вещей, а именно — стетоскопа, борной кислоты, лампочек и рюкзака. В скором времени Силию Остин убивают. Джепп полагает, что данное преступление имеет отношение к убийству, которое он расследовал 10 лет назад.                                              |                                                             |               |                  |                     |                 |
| |                                                             |               |                  |                     |                 |
| 44 (3x06) | «Убийство на поле для гольфа» (англ. Murder on the Links)   | Эндрю Грайв   | Энтони Горовиц   |                     | 11 февраля 1996 |
| Гастингс отправляется во Францию поиграть в гольф, Пуаро едет вместе с ним. Но приятелям не суждено отдохнуть: почти сразу по приезде к Пуаро за помощью обращается миллионер Пол Рено, который опасается за свою жизнь. Знаменитый сыщик готов приступить к расследованию немедля, но, увы, преступники оказались проворнее — мистер Рено был заколот. Оскорблённый этим преступлением, Пуаро жаждет найти убийцу. Правда, влюблённость Гастингса в Беллу Дювин, одну из подозреваемых в убийстве, сильно мешает детективу.                                                                            |                                                             |               |                  |                     |                 |
| |                                                             |               |                  |                     |                 |
| 45 (4x06) | «Немой свидетель» (англ. Dumb Witness)                      | Эдвард Беннет | Дуглас Ваткинсон |                     | 16 марта 1996   |
| На этот раз Пуаро вместе со своим другом Гастингсом приезжают на соревнования по водным видам спорта. Но и в этот раз им не суждено отдохнуть. Перед началом состязаний к знаменитому сыщику подходят две дамы и умоляют его любыми путями помешать проведению чемпионата. Они уверены, что во время соревнований кто-то должен погибнуть. И действительно, в скором времени будет отравлена пожилая женщина, причём умрёт она, испуская зелёный дым из рта. Единственный свидетель — маленькая собака, которая может сказать сыщику без слов, кто убийца.                                              |                                                             |               |                  |                     |                 |
| |                                                             |               |                  |                     |                 |

### Седьмой сезон (2000)
| Номер | Название                                                       | Режиссёр     | Сценарий       | Приглашённые актёры | Дата премьеры   |
| --- | -------------------------------------------------------------- | ------------ | -------------- | ------------------- | --------------- |
| 46 (1x07) | «Убийство Роджера Акройда» (англ. The Murder of Roger Ackroyd) | Эндрю Грайв  | Клайв Экстон   | Джейми Бамбер       | 2 января 2000   |
| Пуаро решает прекратить свою детективную карьеру и уезжает в деревню Кингз-Эббот. Всё идёт хорошо, но вскоре тихую и спокойную жизнь детектива нарушает убийство известного промышленника Роджера Акройда, жившего по соседству. А вскоре под колёсами автомобиля погибает дворецкий Акройда, мистер Паркер. Ряд умозаключений подталкивает Пуаро к мысли, что оба убийства связаны с недавним самоубийством одной местной жительницы. Убийца в скором времени признается сам, но сдаться не захочет — и кровавая развязка становится неизбежной. |                                                                |              |                |                     |                 |
| |                                                                |              |                |                     |                 |
| 47 (2x07) | «Смерть лорда Эджвара» (англ. Lord Edgware Dies)               | Брайн Фарнем | Энтони Горовиц | Джон Касл           | 19 февраля 2000 |
| Пуаро возвращается в Лондон к старой работе. Актриса Джейн Уилкинсон обращается к Эркюлю Пуаро с достаточно деликатной просьбой. Ей нужно, чтобы Пуаро уговорил её мужа, лорда Эджвара, дать ей развод. Пуаро не может отказать и берётся за дело, которое вскоре посчитает одним из самых неудачных в своей карьере. Для начала выясняется, что лорд Эджвар вовсе не против развода и уже месяц как отправил супруге соответствующее письмо. Не проходит и суток после визита Пуаро к лорду Эджвару, как последнего находят заколотым.           |                                                                |              |                |                     |                 |
| |                                                                |              |                |                     |                 |

### Восьмой сезон (2001)
| Номер | Название                                               | Режиссёр     | Сценарий       | Приглашённые актёры | Дата премьеры  |
| --- | ------------------------------------------------------ | ------------ | -------------- | ------------------- | -------------- |
| 48 (1x08) | «Зло под солнцем» (англ. Evil Under the Sun)           | Брайн Фарнем | Энтони Горовиц | Майкл Хиггс         | 20 апреля 2001 |
| Гастингс возвращается из-за рубежа — у него проблемы с женой Беллой. Причина тому — неудачные инвестиции Гастингса в одно коммерческое предприятие. Вся надежда на аргентинский ресторан, который Гастингс хочет открыть в Лондоне. На приёме по поводу открытия этого ресторана Пуаро падает в обморок. Поставив диагноз, — ожирение — врачи рекомендуют ему отдых на морском берегу, и вот он в компании Гастингса едет в знаменитый санаторий «Песчаная бухта» на южном побережье. Однако все обитатели санатория ведут себя странно, а вскоре богатая, но крайне ветреная особа по имени Арлен Стюарт будет найдена задушенной на уединённом пляже. |                                                        |              |                |                     |                |
| |                                                        |              |                |                     |                |
| 49 (2x08) | «Убийство в Месопотамии» (англ. Murder in Mesopotamia) | Том Клек     | Клайв Экстон   |                     | 8 июля 2001    |
| Пуаро сопровождает своего друга Гастингса на раскопки в Ираке. Пуаро тешит себя надеждой встретить свою давнюю любовь — графиню Веру Русакову. Ещё до их приезда все участники экспедиции были взволнованы убийством местного араба. Неожиданно в археологической экспедиции происходит то же самое — убита миссис Ляйднер, жена руководителя раскопок. Незадолго до поездки она получила несколько угрожающих писем, подписанных её первым супругом, погибшим много лет назад в страшной железнодорожной катастрофе. Означает ли это, что он выжил? |                                                        |              |                |                     |                |
| |                                                        |              |                |                     |                |

### Девятый сезон (2003—2004)
Начиная с девятого сезона в телесериале произошли заметные изменения. Исчезла знаменитая заставка; кроме того, из фильма пропали персонажи капитан Артур Гастингс, старший инспектор Джеймс Джепп и секретарша мисс Фелисити Лемон (что соответствует романам Агаты Кристи). Причина их исчезновения выясняется в десятом сезоне, в эпизоде «Карты на стол», где Пуаро говорит, что переехал в другую квартиру. Эпизоды стали куда более масштабными и насыщенными. Изменился и общий настрой фильма: без Гастингса, Джеппа и мисс Лемон в нём стало меньше юмора, новые серии по сравнению с предыдущими сезонами более драматичные, более грустные, в некоторых эпизодах проскальзывают философские ноты. Так же в новых экранизациях гораздо больше режиссёрских отклонений от литературных первоисточников.
| Номер | Название                                   | Режиссёр       | Сценарий    | Приглашённые актёры                                                   | Дата премьеры   |
| --- | ------------------------------------------ | -------------- | ----------- | --------------------------------------------------------------------- | --------------- |
| 50 (1x09) | «Пять поросят» (англ. Five Little Pigs)    | Пол Анвин      | Кевин Элиот | Эйдан Гиллен, Тоби Стивенс, Эйми Маллинз, Джемма Джонс и Талула Райли | 14 декабря 2003 |
| Каролина Крэйл, жена известного художника Эмиаса Крэйла, стала главной подозреваемой в убийстве, когда её мужа отравили. На суде адвокат Каролины пытался доказать, что имело место самоубийство, но суд не верит в это. Подсудимую приговаривают к смертной казни через повешение. Прошло 14 лет, и дочь Крэйлов Люси, вступив в наследство, узнаёт правду о своих родителях из письма матери, написанного ей незадолго до казни. В этом письме она утверждает, что невиновна. Люси обращается к Эркюлю Пуаро, чтобы тот установил правду. Эркюль Пуаро берётся за это дело, предупреждая девушку, что правда может оказаться для неё очень неприятной.                                             |                                            |                |             |                                                                       |                 |
| |                                            |                |             |                                                                       |                 |
| 51 (2x09) | «Печальный кипарис» (англ. Sad Cypress)    | Дэвид Мур      | Дэвид Пириэ | Руперт Пенри-Джонс, Келли Райлли и Филлис Логан                       | 26 декабря 2003 |
| Юная Элионор Карлайл получает письмо, из которого узнаёт что её богатая тетушка находится при смерти. Элионор является прямой наследницей её имущества, но выясняется, что неожиданно появилась ещё одна претендентка на наследство — дочь садовника, Мэри, которая ухаживала за больной женщиной. Через некоторое время тётушка умирает, а вскоре кто-то убивает Мэри. Тело тетушки эксгумируют и выясняют, что в её крови обнаружена сильная доза морфия. Самой первой под подозрение попадает Элионор. Её приговаривают к смертной казни за эти убийства. Даже Пуаро склоняется к мысли, что Элионор виновна, но что-то в этом деле не даёт ему покоя. А до казни осталось всего несколько дней.  |                                            |                |             |                                                                       |                 |
| |                                            |                |             |                                                                       |                 |
| 52 (3x09) | «Смерть на Ниле» (англ. Death on the Nile) | Энди Вилсон    | Кевин Элиот | Эмили Блант, Дэниел Лапэйн и Зои Тэлфорд                              | 12 апреля 2004  |
| Жаклин де Бельфор знакомит жениха со своей школьной подругой Линнет — богатой и красивой американкой. Она просит одноклассницу, которая также является и наследницей огромного состояния, найти работу для молодого человека. Однако в скором времени Линнет, а не Жаклин, выходит за него замуж. Жаклин преследует новобрачных во время медового месяца и отправляется в тот же круиз по Нилу, что и они, где, кроме прочего, присутствует Эркюль Пуаро. Впервые в жизни Пуаро сожалеет о том, что не создал семью. Вскоре после отплытия парохода Линнет находят застреленной. Пуаро берётся за раскрытие этого запутанного убийства — возможно, самого сложного в своей профессиональной карьере. |                                            |                |             |                                                                       |                 |
| |                                            |                |             |                                                                       |                 |
| 53 (4x09) | «Лощина» (англ. The Hollow)                | Саймон Лангтон | Ник Деар    | Сара Майлз                                                            | 26 апреля 2004  |
| Пуаро приглашают погостить в одну большую семью в имение Холлоу. Там он знакомится с молодым доктором Джоном Кристоу, его женой Гердой и их друзьями. Пуаро видит, что в их отношениях всё очень не гладко. Джон — тот ещё ловелас, у него роман с молодой художницей Генриеттой, которая также приехала в гости, кроме того, внезапно появляется актриса, с которой у него был роман в прошлом… На следующий день Пуаро видит рыдающую Герду с револьвером в руках возле бассейна. А рядом с ней — Джона, истекающего кровью. |                                            |                |             |                                                                       |                 |
| |                                            |                |             |                                                                       |                 |

### Десятый сезон (2005—2006)
| Номер | Название                                                    | Режиссёр         | Сценарий          | Приглашённые актёры                                                   | Дата премьеры |
| --- | ----------------------------------------------------------- | ---------------- | ----------------- | --------------------------------------------------------------------- | ------------- |
| 54 (1x10) | «Тайна Синего поезда» (англ. The Mystery of the Blue Train) | Хетти Макдональд | Гай Эндрюс        | Элис Ив, Николас Фаррелл, Эллиотт Гулд, Джейми Мюррей и Линдси Дункан | 1 января 2005 |
| Богатая наследница Рут Кеттеринг, дочь американского миллиардера Руфуса Ван Элдина, замужем за обедневшим аристократом и имеет любовника. Отец Рут считает, что и её муж, и её любовник способны на преступление. В путешествии на голубом экспрессе в Ниццу Рут сопровождают муж, любовник и горничная. Среди её вещей находится рубин «Пылающее сердце», один из крупнейших в мире. В скором времени Рут убивают, а рубин исчезает. Эркюль Пуаро, случайно оказавшийся в поезде, берётся за расследование. |                                                             |                  |                   |                                                                       |               |
| |                                                             |                  |                   |                                                                       |               |
| 55 (2x10) | «Карты на стол» (англ. Cards on the Table)                  | Сара Гардинг     | Ник Диар          | Лесли Мэнвилл и Александр Сиддиг                                      | 19 марта 2005 |
| Эркюль Пуаро, суперинтендант Уилер, полковник Хьюз и миссис Ариадна Оливер, опытные в расследовании убийств, получают приглашение на званый вечер и игру в бридж. Хозяин вечера — эксцентричный богач, мистер Шайтана, сириец по национальности — делает заявление о том, что в конце вечера планирует открыть гостям некую тайну. Однако этот момент не наступает, так как Шайтану убивает кто-то из гостей. Все приглашённые, за исключением Пуаро и его друзей, когда-то совершали убийства, но избежали наказания. Кто-то из четверых совершил преступление и на этот раз. |                                                             |                  |                   |                                                                       |               |
| |                                                             |                  |                   |                                                                       |               |
| 56 (3x10) | «После похорон» (англ. After the Funeral)                   | Маурис Филлипс   | Филомена Макдунаг | Майкл Фассбендер и Люси Панч                                          | 26 марта 2006 |
| Адвокат семьи Абернити, Гилберт Энтвистл, приглашает своего друга Эркюля Пуаро для расследования череды странных событий в богатом семействе Абернити. Дело в том, что на похоронах Ричарда Абернити его сестра Кора Галаччио неожиданно объявляет, что он был убит. Это заявление не лишено смысла, ибо на кону было большое наследство Ричарда. В скором времени неизвестный зарубил Кору топором в её собственном доме. С первого взгляда кажется, что действовал грабитель. Пуаро соглашается взять на себя расследование. |                                                             |                  |                   |                                                                       |               |
| |                                                             |                  |                   |                                                                       |               |
| 57 (4x10) | «Берег удачи» (англ. Taken at the Flood)                    | Энди Вилсон      | Гай Эндрюс        | Дженни Эгаттер, Селия Имри и Элизабет Сприггс                         | 2 апреля 2006 |
| Молодая актриса Розалин вышла замуж за Гордона Клоуда, обеспеченного бизнесмена, после того, как её первый муж Роберт отправился в Африку, где и пропал без вести. Через несколько недель после свадьбы Гордон Клоуд погибает у себя в квартире в результате несчастного случая — взорвался газовый баллон. Этот взрыв щадит лишь нескольких членов семьи Клоудов — Розалин и её брата Дэвида Хантера. Молодая вдова берёт на себя ответственность в управлении немалым имуществом покойного, чем вызывает недовольство его родни. Через некоторое время к ней является некий Энох Арден, уверяющий, будто Роберт на самом деле жив — однако возвращение первого мужа значит для Розалин потерю наследства. Эркюль Пуаро должен проверить правдивость этих слухов. В скором времени, однако, Эноха Ардена находят убитым, и Пуаро вынужден взяться за расследование. |                                                             |                  |                   |                                                                       |               |
| |                                                             |                  |                   |                                                                       |               |

### Одиннадцатый сезон (2008)
| Номер | Название                                             | Режиссёр    | Сценарий       | Приглашённые актёры                                | Дата премьеры    |
| --- | ---------------------------------------------------- | ----------- | -------------- | -------------------------------------------------- | ---------------- |
| 58 (1x11) | «Миссис Макгинти мертва» (англ. Mrs. McGinty’s Dead) | Эшли Пирс   | Ник Диар       | Пол Рис                                            | 1 сентября 2008  |
| Мистер Джеймс Бентли арестован по подозрению в ограблении и убийстве пожилой леди. Случай кажется абсолютно простым. Тем не менее, следователь по делу, пользуясь давним знакомством, обращается за советом к Эркюлю Пуаро, так как считает, что допустил ошибку. Стареющий сыщик без прежней охоты занимается расследованиями, однако ряд обстоятельств не даёт ему оставить этот случай без внимания. Вместе со своей давней приятельницей Ариадной Оливер он приступает к расследованию. Но ещё никогда убийца не представлял такой опасности для Пуаро, как сейчас.                                           |                                                      |             |                |                                                    |                  |
| |                                                      |             |                |                                                    |                  |
| 59 (2x11) | «Кот среди голубей» (англ. Cat Among the Pigeons)    | Джеймс Кент | Марк Гэтисс    | Кэти Льюнг, Миранда Рэйсон и Гарриет Уолтер        | 8 сентября 2008  |
| В качестве почётного гостя Эркюль Пуаро приезжает в школу Мидоубэнк — одно из лучших учебных заведений для девочек в Англии. Помимо официальной обязанности — вручения приза за победу в теннисном турнире — Пуаро имеет возможность встретиться со старой знакомой — директрисой школы мисс Булстроуд, собравшей под своей крышей самых разных людей с их тайнами, мечтами и страстями. Вскоре происходит жестокое убийство учительницы физкультуры, и, как выясняется, убийство связано со шпионажем. Кроме расследования убийства, Пуаро приходится выполнять свою тайную работу — агента британской разведки. |                                                      |             |                |                                                    |                  |
| |                                                      |             |                |                                                    |                  |
| 60 (3x11) | «Третья девушка» (англ. Third Girl)                  | Ден Рид     | Питер Фланелли | Джемайма Рупер                                     | 15 сентября 2008 |
| По совету Ариадны Оливер молодая леди Норма обращается к Эркюлю Пуаро за помощью. Она признаётся в убийстве, но не говорит где и как произошло это преступление, а также кто убит. В скором времени будет убита пожилая женщина работавшая няней, а Норма признается в этом убийстве. Пуаро будет вынужден начать расследование чтобы узнать, действительно ли девушка причастна к этому убийству, или же кто-то манипулирует ей в своих целях. И, возможно, впервые в жизни после спасения невинной жертвы он прослезится…                                                                                       |                                                      |             |                |                                                    |                  |
| |                                                      |             |                |                                                    |                  |
| 61 (4x11) | «Свидание со смертью» (англ. Appointment with Death) | Эшли Пирс   | Гай Эндрюс     | Тим Карри, Кристина Коул, Марк Гэтисс и Джон Ханна | 22 сентября 2008 |
| Английский археолог лорд Гревил Бойнтон и его сын Леонард ищут в Сирийской пустыне череп Иоанна Крестителя. К ним приезжает богатая и властная леди Бойнтон, вторая жена Лорда Бойнтона, и их трое приёмных американских детей, а также путешествующий неподалёку Эркюль Пуаро. В скором времени леди Бойнтон будет заколота, и Пуаро будет вынужден начать расследование. У каждого из участников экспедиции и раскопок был мотив для убийства. Но кто же решился на это — один из её отпрысков, весёлый психиатр Теодор Жерар, монахиня Агнешка или это сам Гревил Бойнтон?                                     |                                                      |             |                |                                                    |                  |
| |                                                      |             |                |                                                    |                  |

### Двенадцатый сезон (2009—2010)
| Номер | Название                                                                | Режиссёр      | Сценарий        | Приглашённые актёры                                                                               | Дата премьеры   |
| --- | ----------------------------------------------------------------------- | ------------- | --------------- | ------------------------------------------------------------------------------------------------- | --------------- |
| 62 (1x12) | «Часы» (англ. The Clocks)                                               | Чарльз Палмер | Стюарт Харкроут | Фил Дэниелс                                                                                       | 30 декабря 2009 |
| В гостиной пожилой слепой женщины молодая секретарша обнаруживает за диваном труп неизвестного. Лейтенант британской контрразведки Колин Рэйс случайно оказался свидетелем находки. В комнате, где был найден убитый, находилось также четверо часов, почему-то показывавших одинаковое, но неправильное время. Рэйс обращается за помощью к Эркюлю Пуаро — другу своего покойного отца. Расследование осложняется тем, что личность убитого установить не удаётся, и Пуаро вынужден отталкиваться от имеющихся в его распоряжении улик. |                                                                         |               |                 |                                                                                                   |                 |
| |                                                                         |               |                 |                                                                                                   |                 |
| 63 (2x12) | «Трагедия в трёх актах» (англ. Three Act Tragedy)                       | Эшли Пирс     | Ник Дир         | Кимберли Никсон, Арт Малик и Мартин Шоу                                                           | 1 января 2010   |
| Прославленный актёр Чарльз Картрайт, старый друг Пуаро, устраивает весёлую вечеринку в своём поместье, носящем имя «Воронье гнездо». Один из гостей, пастор Бэббингтон, неожиданно умирает в самом начале вечера. В скором времени умирает ещё один из гостей, присутствовавший там же, столь же неожиданно и без всякой на то видимой причины, на званом ужине, который устраивает у себя в особняке, причём на эту вечеринку приглашены те же люди, что ранее гостили у Картрайта. Пуаро опасается, что убийства будут продолжаться, и, желая предотвратить подобное развитие событий, берёт дело в свои руки. |                                                                         |               |                 |                                                                                                   |                 |
| |                                                                         |               |                 |                                                                                                   |                 |
| 64 (3x12) | «Вечеринка в Хэллоуин» (англ. Hallowe'en Party)                         | Чарльз Палмер | Марк Гэтисс     | Джорджия Кинг и Софи Томпсон                                                                      | 26 мая 2010     |
| В доме Ровены Дрейк празднуется Хэллоуин. Для детей устраиваются игры с переодеванием, шуточные гадания и соревнования на вылавливания зубами яблок из сосуда с водой. Неожиданно Джойс Рейнолдс, тринадцатилетняя девочка в костюме пчелы, проговаривается, что много лет назад стала свидетельницей убийства, но не уточняет, кто, где и когда был убит. Её слова никто не воспринимает всерьёз, однако тем же вечером кто-то спешно убил девочку, утопив её в тазу. Старая знакомая Пуаро, Ариадна Оливер, приглашает его к расследованию. |                                                                         |               |                 |                                                                                                   |                 |
| |                                                                         |               |                 |                                                                                                   |                 |
| 65 (4x12) | «Убийство в „Восточном экспрессе“» (англ. Murder on the Orient Express) | Филипп Мартин | Стюарт Харкроут | Тоби Джонс, Брайан Джейкоб Смит, Дэвид Моррисси, Джессика Честейн, Барбара Херши и Хью Бонневилль | 11 июля 2010    |
| Будучи проездом в Стамбуле, Пуаро становится случайным свидетелем расправы над женщиной, изменившей мужу. Возвращаясь в Лондон, сыщик садится на знаменитый «Восточный экспресс». В числе пассажиров — венгерский аристократ, русская княгиня со своей служанкой, итальянский холостяк и ещё несколько странных личностей. Один из них, бизнесмен-американец Рэтчетт, желает нанять Пуаро в качестве телохранителя, так как, по собственным словам, боится покушения на свою жизнь, но бельгиец отказывается от предложения. Ночью поезд вынужден остановиться на территории Югославии, так как железнодорожные пути занесло снегом, а утром мистера Рэтчетта находят мёртвым в купе — его буквально искололи ножом. Пуаро, к этому времени обратившийся к религии в поисках ответов на вопросы о смысле бытия, соглашается начать расследование. |                                                                         |               |                 |                                                                                                   |                 |
| |                                                                         |               |                 |                                                                                                   |                 |

### Тринадцатый сезон (2013)
| Номер | Название                                                            | Режиссёр         | Сценарий                 | Приглашённые актёры                                              | Дата премьеры   |
| --- | ------------------------------------------------------------------- | ---------------- | ------------------------ | ---------------------------------------------------------------- | --------------- |
| 66 (1x13) | «Слоны помнят всё» (англ. Elephants Can Remember)                   | Джон Стрикленд   | Ник Дир                  | Грета Скакки, Иэн Глен и Винсент Риган                           | 9 июня 2013     |
| В 1925 году подруга Ариадны Оливер Маргарет Рэвенскрофт была найдена застреленной вместе со своим мужем неподалёку от их дома. Полиции так и не удалось установить, что произошло в тот день, было ли это двойным убийством или двойным самоубийством. Спустя 13 лет дочь Маргарет, Селия, просит Ариадну выяснить правду о её родителях. Сначала Пуаро отказывается помочь мисс Оливер с этим делом, так как занят расследованием зверского убийства известного психиатра. Но Пуаро и не ожидал, что два расследования пересекутся, причём в самом неожиданном месте. |                                                                     |                  |                          |                                                                  |                 |
| |                                                                     |                  |                          |                                                                  |                 |
| 67 (2x13) | «Большая четвёрка» (англ. The Big Four)                             | Питер Лайдон     | Марк Гэтисс и Ян Халлард | Сара Пэриш                                                       | 23 октября 2013 |
| Спустя много лет Пуаро наконец-то вновь встречается со старыми друзьями — капитаном Гастингсом, помощником комиссара Джеппом и мисс Лемон. Заручившись поддержкой своих старых друзей, Пуаро начинает новое расследование. Прямо на глазах Пуаро и Джеппа, а также сотен высокопоставленных гостей, советский гроссмейстер Иван Сарафанов загадочным образом умирает на международном шахматном чемпионате. Всё это происходит на фоне пафосных разговоров о будущем цивилизации, которое может быть уничтожено в скором времени. Пуаро и его друзьям предстоит противостояние с опытными преступниками, имеющими цель стать правителями мира. |                                                                     |                  |                          |                                                                  |                 |
| |                                                                     |                  |                          |                                                                  |                 |
| 68 (3x13) | «Глупость мертвеца» (англ. Dead Man's Folly)                        | Том Воган        | Ник Дир                  | Шон Пертви                                                       | 30 октября 2013 |
| Пуаро получает взволнованное письмо от Ариадны Оливер с просьбой приехать в загородное поместье. Пуаро приезжает и мисс Оливер рассказывает ему о своих подозрениях. Дело в том, что в поместье должна состояться «игра в убийство», маленький спектакль с жертвой, сыщиком и преступником. Мисс Оливер взволнована, так как предполагает, что может произойти настоящее убийство, а сама она может стать игрушкой в руках убийцы. Ариадна Оливер не ошиблась — в скором времени, в охотничьем домике будет найдена задушенной несносная девчонка, Марлен Такер, а жена хозяина поместья исчезнет без вести. Пуаро понимает, что это не первый и не последний эпизод в череде жестоких убийств.                                                                              |                                                                     |                  |                          |                                                                  |                 |
| |                                                                     |                  |                          |                                                                  |                 |
| 69 (4x13) | «Подвиги Геракла» (англ. The Labours of Hercules)                   | Энди Уилсон      | Гай Эндрюс               | Орла Брейди                                                      | 6 ноября 2013   |
| Пуаро участвует в спецоперации полиции по поимке маньяка Мараско, известного своими дерзкими похищениями антиквариата и зверскими убийствами. По плану полиции, Мараско должен прийти на званый ужин, где его ждёт наживка в виде драгоценных картин. Ловушка же заключалась в том, что на том же ужине находились замаскированные полицейские и Пуаро. Но засада терпит фиаско — Мараско крадёт антиквариат и скрывается, убив при этом 3 человек. Провал приводит Пуаро в состояние тяжелейшей депрессии. Чтобы оправиться от позорного поражения, Пуаро едет в Альпы, чтобы провести новое расследование. Он останавливается в отеле, в котором встречает Веру Русакову — любовь всей своей жизни. В том же отеле находится и Мараско.                                    |                                                                     |                  |                          |                                                                  |                 |
| |                                                                     |                  |                          |                                                                  |                 |
| 70 (5x13) | «Занавес. Последнее дело Пуаро» (англ. Curtain: Poirot's Last Case) | Хетти Макдональд | Кевин Элиот              | Хелен Баксендейл, Эйдан Макардл, Джон Стэндинг и Мэттью Макналти | 13 ноября 2013  |
| Гастингс тяжело переживает смерть своей жены Беллы. Он приезжает в Стайлз, где в местном пансионе работает их дочь Джудит, а также там содержится тяжелобольной, умирающий Пуаро. Гастингс знакомится с жителями пансиона, странными людьми, рассуждающими о резонансных убийствах прошлых лет. Пуаро просит Гастингса помочь ему предотвратить убийство, которое, по его мнению, готовится в пансионе. Когда в пансионе странным образом умирает одна из жительниц, Пуаро понимает, что столкнулся с самым гениальным и неуловимым серийным убийцей, на счету которого много жертв. Зная о своей скорой смерти, Пуаро просит Господа дать ему время, чтобы успеть завершить последнее дело. Пуаро решает навсегда остановить убийцу, и ради этого готов пожертвовать собой. |                                                                     |                  |                          |                                                                  |                 |
| |                                                                     |                  |                          |                                                                  |                 |

## Что не было экранизировано
После премьеры последних пяти фильмов останутся две истории о Пуаро, в которых не снялся Дэвид Суше:
- Рассказ «Наследство Лемезюрье» (англ. The Lemesurier Inheritance) (1923) из сборника «Ранние дела Пуаро»,
- Пьеса «Чёрный кофе» (англ. Black Coffee) (1930). Тем не менее, Суше участвовал в постановке этой пьесы в 2012 году.

Кроме того, существуют изданные и неизданные рассказы о Пуаро, которые не будут экранизированы, так как были позже расширены и переработаны Агатой Кристи в другие её произведения:
- «Чертежи субмарины» (англ. The Submarine Plans) (1923) — позже расширен в рассказ «Невероятная кража»,
- «Рождественское приключение» (англ. Christmas Adventure) (1923) — расширен в «Похищение королевского рубина» (более известного под альтернативным названием «Приключение рождественского пудинга»),
- «Тайна багдадского сундука» (англ. The Mystery Of The Baghdad Chest) (1932) — переработан в рассказ «Тайна испанского сундука»,
- «Второй удар гонга» (англ. The Second Gong) (1932) — позже расширен в рассказ «Зеркало мертвеца»,
- «Таинственное происшествие во время регаты» (англ. The Regatta Mystery) (1936) — не является общеизвестной историей о Пуаро, поскольку без изменения названия рассказ был расширен в более известный рассказ о Паркере Пайне,
- «Происшествие с собачьим мячиком» (англ. The Incident of the Dog's Ball) (до 1937) — посмертно опубликованный в 2009 году рассказ, расширенный в роман «Безмолвный свидетель»[9].
- «Укрощение Цербера-1» (англ. The Capture of Cerberus) (1939) — посмертно опубликованный рассказ, изначально предполагавшийся быть включенным в сборник «Подвиги Геракла», но переписанный в 1947 году в связи с его политическим содержанием и в переписанном виде включенный в сборник[9].
- «Путаница в Гриншоре» (англ. The Greenshore Folly) (1954) — посмертно опубликованная (в 2014) повесть с участием Эркюля Пуаро, расширенная в роман «Глупость мертвеца»[10][11].